# Світлогірське (Кам'янський район)
Світлогі́рське (до 1922 — два окремих села Кинь-Ґрусть та Іванівка, до 1983 — Га́нно-Зача́тівка) — село у Кам'янському районі Дніпропетровської області.
Населення — 1 801 мешканець.

## Географія
Село Світлогірське розташоване в центральній частині області над річкою Мокра Сура. З північного боку межує з селищем Кринички і селом Слобідське. На південь від села розташоване озеро Сурське. Через село проходять автомобільні дороги М30 (E50), Т 0430 і Т 0439.

## Історія
Поселення на місці сучасного села були засновані у другій половині половині XVIII cтоліття.
Одне село мало назву Іванівка і було засноване у 1779 році поручником Іваном Звягіним, який у 1778 році отримав рангову дачу на Мокрій Сурі і став захоплювати землі запорожців, котрі скаржились губернатору Новоросійської губернії М. Д. Язикову. У 1779 році в Іванівці було 4 хати в яких мешкали 4 чоловіка і 7 жінок, а у 1786 році  населення Іванівка складало 39 осіб (22 чоловіка і 17 жінок ). У 1790 році  І. Звягін помер і його дружина Ганна Степанівна Звягіна (Ілляшенко) вийшла заміж вдруге за колишнього козацького канцеляриста В. О. Симперовича, який заснував друге село - Симперівка . Згодом  дочка подружжя Катерина Василівна Симперович вийшла  заміж за штаб - ротмістра Лукашевича і Симперівку перейменували  на Кинь-Ґрусть, в пам'ять про парк Кинь-Ґрусть на Київщині,   маєток Лукашевичів, котрий вони були змушені продати за борги. Село було центром Киньгрустської волості. 1886 року тут проживало 165 осіб, 33 двори, церква, школа, недільний базар.
 У листопаді 1794 року в Іванівці, Г. С. Звягіною  було зведено дерев'яну церкву на честь престольного свята Зачаття Анною Пресвятої Діви Марії (9 грудня). Під храм було  виділено 20 десятин землі. У 1860 році церкву змінили на кам'яну.
1922 року обидва поселення були об'єднані в одне село яке було назване на честь церкви в Іванівці Ганно-Зачатівкою.
Наприкінці 1920 — х років Ганно-Зачатівка була центром сільської ради, куди входили населені пункти: село Ганно-Зачатівка, слободи Кинь-Ґрусть, Ново-Воскресенська, хутори Многотрудний, Панова, Даріївка, виселок Червоний Промінь та радгосп Червона Лінія. У 1930-ті роки сільську церкву було закрито і знесено.
На території сільради було створено колгоспи: «Нове Життя», «Прямий Шлях», «Пролетар».
У 1937 році було зруйновано сільську церкву. В період радянської влади у селі була розміщена центральна садиба колгоспу «ім. ХХ з'їзду КПРС».
Указом Президії Верховної Ради УРСР від 7 лютого 1983 року Ганно-Зачатівку перейменовано на Світлогірське.

## Населення
Згідно з переписом УРСР 1989 року чисельність наявного населення села становила 1986 осіб, з яких 950 чоловіків та 1036 жінок.
За переписом населення України 2001 року в селі мешкало 1790 осіб.

### Мова
Розподіл населення за рідною мовою за даними перепису 2001 року:
| Мова       | Кількість | Відсоток |
| ---------- | --------- | -------- |
| українська | 1729      | 96.00%   |
| російська  | 65        | 3.61%    |
| вірменська | 4         | 0.22%    |
| білоруська | 3         | 0.17%    |
| Усього     | 1801      | 100%     |

## Економіка
- «Світлогірське», ТОВ.

## Об'єкти соціальної сфери
- Школа[10].
- Будинок культури.
- Дитячий садочок.
- Фельдшерсько-акушерський пункт.

## Постаті
- Богатир Іван Іванович (1919—1982) — Герой Радянського Союзу.
- Дяченко Андрій Овдійович (1940—1996) — Герой Соціалістичної Праці.
- Маслаков Анатолій Леонідович (1965—2015) — український педагог.
- Росторопша Віктор Вікторович (1996—2015) — солдат Збройних сил України, учасник російсько-української війни.